# Баррелл, Дейзи
Дейзи Баррелл (англ. Daisy Burrell), настоящее имя Дейзи Изобел Иглсфилд Раттон (англ. Daisy Isobel Eaglesfield Ratton; 16 июня 1892—10 июня 1982) — британская актриса театра, мюзиклов. Также выступала как ведущая леди в немых фильмах и в пантомимах.

## Ранние годы
Дейзи Раттон родилась в Уондсворте в 1892 году, в то время как книга Who Was Who in the Theatre 1912—1976 утверждает, что она родилась в Сингапуре в 1893 году. Имеет сложную семейную историю, омрачённую ранними смертями. Её дед, Чарльз Джордж Раттон был биржевым маклером из англо-португальской семьи и придерживался римско-католической веры. Он женился на Изабелле Инфигении де Павия, и они вместе жили в Стоке Невингтоне, но в 1873 году он умер, когда ему было всего лишь 25 лет, оставив маленького сына и дочь. Его вдова, бабушка Дейзи, спустя год вышла замуж повторно и умерла в 1890 году в возрасте 42 лет. В 1891 году отец Дейзи, Чарльз Моррис Раттон женился на Этель Иглсфилд Гриффит, дочери биржевого брокера, но в 1892 году, когда родилась Дейзи Раттон, он скончался в возрасте 24 лет. Её мать, Этель Раттон, позже вышла замуж за Генри С. Баррелла, лицензионного ресторатора отелей «Clarence Hotel», в Сток Невингтоне и «Swan Hotel», в Хите. У них были сын, Джон, и дочь, Эдвина Этел. На протяжении нескольких лет Барреллы жили в графстве Кент, между Хитом и Фолкстоном.

## Ранняя карьера

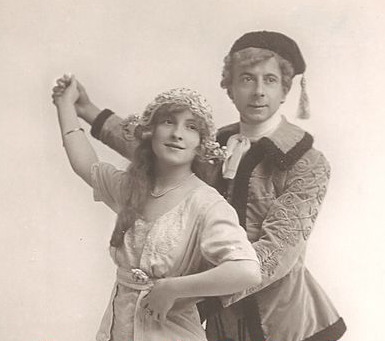
Дейзи Баррелл и Уильям Спрей в постановке Франца Легара Цыганская любовь (1913)

Взяв фамилию отчима в качестве своего сценического псевдонима, Баррелл дебютировала в лондонском Ипподроме в июле 1903 года, исполнив роль Китти в The Redskins, феерической постановке Алисии Рамси. На тот момент она обучалась в Гилдхоллской школе музыки и театра. После этого она участвовала в пантомимах Королевского театра «Друри-Лейн», и впервые привлекла себе внимание на этом поприще в 1910 году, когда она выступила в театре Водевиль, в постановке Девушка в поезде, где сыграла главную роль. После закрытия шоу в Лондоне труппа (включая Баррелл) до 1911 года отправилась с этой постановкой на гастроли.
После этого актриса присоединилась к гастролирующей труппе Джорджа Эдвардса и в течение шести лет появлялась в таких эдвардианских музыкальных комедиях как, The Marriage Market, Пегги, Жизнерадостная девушка и прочие. В The Marriage Market она исполнила роль корабельной курсантки. В 1912 году она исполнила партии Джульетты в оперетте Франца Легара Граф Люксембург, а спустя год появилась в его постановке Цыганская любовь. Играла мужскую роль, мальчика, Дэвида Плейна, в оригинальной постановке нового мюзикла Лонсдейла, Юнгер и Рубенса Бетти,, премьера которого состоялась в театре Prince’s Theatre, в Манчестере на Рождество 1914 года. Позже 24 апреля 1915 года мюзикл был поставлен в Daly's Theatre, в Уэст-Энде. В интервью Daily Sketch от 11 мая 1915 года Баррелл сказала, что это был первый раз, когда она выступила в центре Лондона, и что она любила играть в Daly, поскольку «чрезвычайно завидовала юбкам и красивой одежде».

## Личная жизнь
В октябре 1912 года под своей настоящей фамилией Раттон, Дейзи вышла замуж за Джорджа Карлтона (1887—1957), коммивояжера из Сток Ньюингтона. В 1919 году она подала ходатайство о реституции брака и в 1920 году — на развод. К 1924 году они развелись, а 1 ноября того же года актриса  вышла замуж за Герберта Уильяма Янга.

## Кино и поздняя актёрская карьера

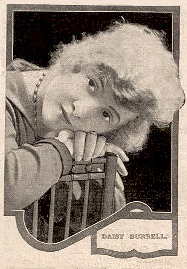
Дейзи Баррелл на обложке журнала Pictures and Picturegoer 10-17 мая 1919

Свой кинодебют Баррелл совершила в фильме 1916 года Долина ужасов, ранней экранизации Шерлока Холмса, где она сыграла роль ведущей леди. После этого, Дж. Б. Сэмюэльсон предложил ей сняться в продолжении, после того, как увидел её исполнение в постановке Золушка, проходившей в London Palladium. Она была представлена Джулиану Уайли, который хвастался в интервью журналу The Stage Year Book, сказав следующее: «На протяжении всего 1916 года я заключил контракты с Брюсом Бейсфазером, с Дейзи Баррелл, с Глэдис Купер, Филлис Дар, … Мейбл Лав … Вестой Тилли, Мэдж Титерадж и т. д.». Далее последовали ещё несколько фильмов с участием Дейзи. В своём втором фильме Просто девушка (1916), она сыграла роль австралийской наследницы Эсмеральды, которая бросила английского лорда (сыгранного Оуэном Нейрсом), чтобы выйти замуж за шахтёра. В фильме 1917 года Маленькая женщина она исполнила роль Айи, самой младшей из четырёх дочерей. В апреле 1920 года театральные критики описали её как «наиболее известной звездой музыкальных комедий». Позже, в том же году газета The Straits Times описала Дейзи как «золотоволосую кинозвезду». В фильме Последняя роза лета (1920), «мелодраматической истории о незамужней девушке, брошенной ради ценного чайного сервиса», она вновь сыграла главную роль. В декабре 1920 года она получила хорошие отзывы критиков за участие в немом фильме The Pride of the Fancy, повествующем о боксёре-тяжеловесе.
Также в те годы Баррелл продолжала играть в театре. 23 ноября 1916 года она приняла участие в постановке Фреда Томпсона Houp La!, проходившую в первую ночь работы театра St Martin's Theatre, исполнив роль Эджжи, и играла в ней вплоть до конца февраля 1917 года. В апреле 1917 года участвовала в ревю £150 в Ambassadors Theatre. В сентябре 1918 года сыграла роль Дезири в оперетте Имре Кальмана Солдатик в Apollo Theatre, заменив Веру Уилкинсон. Весной и летом 1919 года она играла Молли Мейбад в постановке Nobody’s Boy в Garrick Theatre. В мае 1919 года была фотомоделью для журнала Pictures and Picturegoer.
В 1920 году Баррелл вернулась к пантомимам, сыграв главную роль в Золушке вместе с Джулианом Уайли и Джеймсом В. Тейтом в Empire Theatre, в Шеффилде, и снова в 1921 году в Empire, в Кардиффе, вместе со Стэнли Лупино.С декабря 1922 по март 1923 она играла роль Золушки для Wylie & Tate в London Hippodrome, напротив, Кларис Мейн, которая сыграла Прекрасного принца, а Люпино Кнопочку. Всего насчитывается 176 выступлений. The Times в своём описании образа Золушки в исполнении Баррелл сказала следующее: «Она поёт, танцует и играет с одинаковой скоростью».
В мае 1924 года Дейзи участвовала в конкурсе, проходившем по инициативе скульптора и королевского академика Ф. М. Помроя (1856—1924), который в качестве приза предложил награду за «самую совершенную пару ног». Там она соревновалась с Марджери Прайнс за приз в размере 50 фунтов, и The Miami News сообщила, что Баррелл была восемь раз выбрана для роли Золушки благодаря изяществу своих ног. Вскоре 24 мая Помрой умер.
В июле 1924 года Дейзи присоединилась к труппе Джорджа М. Коэна и сыграла в мюзикле Маленькая Нелли Келли, исполнив главную роль Нелли. В конце августа она заболела и в итоге её роль досталась Патрине Карлайон. В тот период Дейзи работала на театральное агентство Akerman May Agency, располагавшемся в доме на 16 Грин-стрит, в Лондоне. Книга Who Was Who in the Theatre, 1912—1976 не регистрирует выступления Баррелл в театральной сцене после 1924 года, который был годом её второго брака, но тем не менее до февраля 1925 года журнал The Stage утверждал, что она была неактивна. А книга However, Palmer’s British Film Actors' Credits, 1895—1987 вместе с онлайн-базой данных Британского института кино утверждает, что Дейзи Баррелл появилась в небольших ролях в двух фильмах: От женщины к женщине (1946) и Зелёные пальцы (1947). Позже она появилась в постановке BBC Television, Золотой год (1951) и после этого снова исчезла со сцены.
В Национальной портретной галереи содержится четырнадцать портретов Баррелл, сделанных Бассана в период между 1919 и 1922 годами. На нескольких из них она запечатлена в костюме Золушки. Также в данной коллекции содержатся четыре портрета Кларис Мейн.

## Смерть
Баррелл скончалась 10 июня 1982 года, не дожив пяти дней до своего 90-летия и оставив наследство в размере 66,170 фунтов стерлингов. На момент своей смерти она проживала по адресу: 203, Nell Gwynn House, в Слоан авеню, в Лондоне.

## Фильмография
Баррелл появилась в следующих фильмах:
- Долина ужаса[англ.] (1916) — Этти Шафтер[48]
- Просто девушка[англ.] (1916) — Эсмеральда
- Это всегда женщина[англ.] (1916) — Миссис Стеррингтон
- Девочка (1917) — Эми Марч
- Свадебный стул[англ.] (1919) — Джилл Харгревис[49]
- Convict 99[англ.] (1919) — Джеральдин Лукас[50]
- Артистический темперамент[англ.] (1919)
- The Pride of the Fancy[англ.] (1920) — Китти Растон[51]
- Последняя роза лета[англ.] (1920) — Лотус Девин[52]
- От женщины к женщине[англ.] (1946) — Глава комитета
- Зелёные пальцы[англ.] (1947) — секретарь Стоуна
- Золотой год[англ.] (1951) — Леди Гринлейг